# Szecsányi Gyula
Nemesjáci Szecsányi Gyula Károly (Nyitracsehi, 1851. március 27. – Komáromszentpéter, 1923. augusztus 1.) udvardi esperes, plébános, tanfelügyelő.

## Élete
Szülei Szecsányi Kajetán (1819-1899) az esztergomi káptalan tiszttartója és Latkóczy Franciska voltak. Közeli rokona volt Szecsányi Vilmos plébános. Esztergomban tanult teológiát.
1874-ben pappá szentelték. Előbb Garamújfalun, majd 1876-tól Dorogon, 1877-től Érsekújvárott volt káplán, 1878-tól Szemerén adminisztrátor, majd 1886. február 9-től Komáromszentpéteren plébános.
1900-ban az új katolikus iskolaépületet építették és az új templomorgonát is az ő szolgálata alatt szerelték fel. Az újgyallai iskolaszék elnöke.
1904-ben Feszty Béla mellett kampányolt. 1908-ban jelen volt az udvardi keresztényszocialisták zászlóavató ünnepségén. 1908-ban megnyitotta az újgyallai Népszövetség alakuló gyűlését. 1909-ben a KomáromSzentpéter községi hitelszövetkezet alapító tagja.
Az Érsekújvári Takarékpénztár igazgatósági tagja volt.
A komáromszentpéteri temetőben helyezték örök nyugalomra.
A Havi Közlöny az elméleti és gyakorlati lelkipásztorság köréből folyóirat előfizetője volt.